# Georgine van Assche
Georgine van Assche (Sint-Truiden, 23 april 1939 – Libramont-Chevigny, 13 november 2005) was een Belgisch kunstschilder en portrettist.

## Levensloop
Georgine van Assche werd geboren te Sint-Truiden als tweede dochter van Anatole van Assche. Net zoals haar vader, was ze muzikaal begaafd en een uitstekende pianiste, maar toch verkoos ze om vanaf haar prille jeugd vooral haar interesse in en talent voor de beeldende kunsten te ontwikkelen.
Als kunstschilder was Georgine van Assche volledig autodidact, en bekwaamde ze zich initieel achtereenvolgens met olieverf, gouache, aquarel, potlood, pastelkrijt, die ze deels reeds op heel jonge leeftijd op een erg persoonlijke manier gebruikte. 

### Eerste creatieve periode: (±1950 - 1963)
Tijdens haar jeugd waren portretten, landschappen, bloemen, stillevens, enz. haar voornaamste thema's.
Haar stijl werd steeds gekenmerkt door oog voor detail, alsook het zoeken naar ‘texturen’ die ze bereikte door een eigen pointillistische techniek te ontwikkelen. Een schilderij dat gedetailleerd een haven vol schepen in perspectief voorstelde en dat ze op ongeveer 13-jarige leeftijd inzond voor een wedstrijd voor jonge kunstenaars, werd geweigerd omdat de jury oordeelde dat het gebruikte niveau van detail in correct perspectief niet het werk van een kind kon zijn.

### Pauze (1963 - 1973)
Uit deze periode zijn, afgezien van losse ruwe schetsen, geen noemenswaardige werken bekend (zie verder).

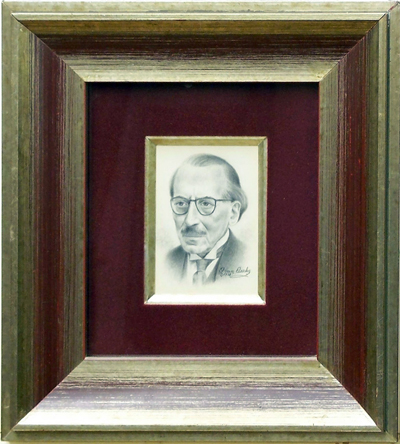
Portret van Anatole van Assche, Zwart potlood op papier (1978)

### Tweede creatieve periode (1974 - 1978)
Georgine van Assche muntte - ook reeds tijdens haar eerste periode - vooral uit in portretteren. In 1974 inspireerden haar opgroeiende kinderen haar om terug actief te worden als portrettist. Vanaf dat jaar werden portretten in potlood een regelmatig terugkerend thema in haar werk. Vaak betrof dit familieleden, maar op verzoek werden ook kinderen van kennissen en vrienden haar onderwerp. Daarnaast greep ze, in mindere mate, terug naar vroegere thema's en technieken, vaak op verzoek uit haar omgeving, wat vooral resulteerde in landschappen en stillevens. Ze produceerde echter ook een aantal werken - meestal in gouache - waarin ze, baserend op eigen inspiratie, de draak stak met specifieke aspecten van de kleinburgerlijke moraal en maatschappij.
Het groot aantal technieken die ze beheerste - waar ze voortdurend mee bleef experimenteren - schonk haar nog steeds geen voldoening in de zoektocht naar haar persoonlijke expressie, geïnspireerd en gevoed door haar interesse voor filosofie, antropologie, dieptepsychologie en esoterische geschriften.

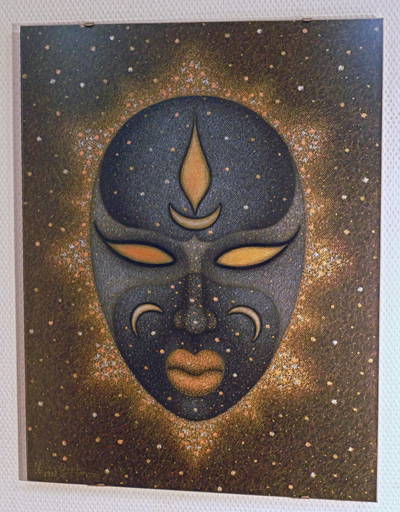
"Alles was tief ist, liebt die Maske", Metallic Pastel op zwart papier (1993)

### Derde creatieve periode (1978 - 2005)
Na het overlijden van haar vader in 1978, legde Georgine van Assche zich toe op haar filosofische en psychologische interesses. In de beknopte introductieteksten verdeeld bij haar tentoonstellingen vanaf 1980, vernoemt ze met name Carl Gustav Jung, Friedrich Nietzsche en Julius Evola als personen die een grote invloed hebben gehad op haar latere werk.
In hetzelfde jaar ontdekte ze "Metallic Pastel" van Faber-Castell, een zeer harde, lichtechte, en waterbestendige pastel op basis van metaalpoeder in de kleuren goud, zilver, en koper, dat bedoeld was om kunstwerken, schilderijkaders, enz. te restaureren. Wegens zijn sterk hechtende aard, verschilt dit materiaal sterk van traditioneel zacht pastelkrijt: eens aangebracht op papier kan het niet worden verwijderd, waardoor elke fout fataal kan zijn. Op basis van Metallic Pastel, in wisselwerking met donkergekleurd papier, een fixeermiddel, en in haar laatste werken soms zwart, zilver-, en goudkleurig potlood, ontwikkelde ze een eigen techniek, die gedurende laatste 27 jaar van haar leven haar unieke signatuur zou worden. 
In Metallic Pastel vond Georgine van Assche - geboeid door het esoterische van alle culturen - het ideale medium om het niet-materie gebondene figuratief uit te drukken. Ze werd daarbij aanvankelijk vooral geïnspireerd door Afrikaanse, Aziatische, en Zuid-Amerikaanse maskers en beelden, maar evolueerde snel naar tijdloze wezens die vorm geven aan het eeuwige ‘nu’ en het meest innerlijke van de menselijke ziel. Bijna al haar Metallic Pastel werken zijn spiegels voor de ziel van haarzelf en vooral de toeschouwers. De afgebeelde wezens kijken niet náár, maar óver en dóór de toeschouwer.
Over veel van haar latere werken hangt een religieuze stilte, waarbij religieus niet staat voor godsdienstig, maar wel in de oorspronkelijke betekenis voor "verbonden zijn met". Verbondenheid van de mens met zijn omgeving, de natuur, de kosmos, worden in haar werk mede tot uiting gebracht door sterk doorgedreven symboliek.
In 1993-1994 gebruikte het Instituut voor Tropische Geneeskunde te Antwerpen, destijds geleid door haar schoonbroer Luc Eyckmans, het Metallic Pastel kunstwerk "Kundalini" voor zijn wereldwijd verstuurde nieuwjaarswenskaarten.

## Tentoonstellingen
| Jaar    | Stad/Gemeente | Locatie                               | Pers  | Opmerkingen           |
| ------- | ------------- | ------------------------------------- | ----- | --------------------- |
| 1959    | Brussel       | Galerie "Kleiber"                     |       |                       |
| 1960    | Sint-Truiden  | Zaal "Limburgs Muziek-Instituut"      |       | In eigen atelier      |
| 1980    | Diepenbeek    | Galerij "Marmer Design"               |       | Retrospectieve        |
| 1980    | Brussel       | Hotel "Astoria"                       | [ 1 ] |                       |
| 1981    | Hasselt       | Herkenrode Kazerne, "Ridderzaal"      | [ 2 ] |                       |
| 1984    | Hasselt       | Zaal "Fétisj"                         | [ 3 ] |                       |
| 1984    | Hasselt       | Zaal "Teba Hifi"                      |       |                       |
| 1993    | Sint-Truiden  | Galerij "De Zoutkist"                 | [ 4 ] |                       |
| 1997    | Wellin        | rue Paul Dubois                       |       | In eigen atelier      |
| 1998    | Lomprez       | Ecole communale                       | [ 5 ] | Groepstentoonstelling |
| 1998    | Haut-Fays     | Galerij "Alti-Fagi"                   | [ 6 ] | Groepstentoonstelling |
| Postuum |               |                                       |       |                       |
| 2008    | Herent        | Feest- en Cultuurhuis "Huis van Mihr" |       |                       |
| 2010    | Sint-Truiden  | Cultuurcentrum "De Bogaard"           |       |                       |
| 2011    | Tongeren      | "The Factory of Art"                  |       | Groepstentoonstelling |
| 2016    | Antwerpen     | Galerij "Opus 4 - Love2 Arts"         | [ 7 ] |                       |
| 2018    | Antwerpen     | Galerij "Opus 4 - Love2 Arts"         |       |                       |

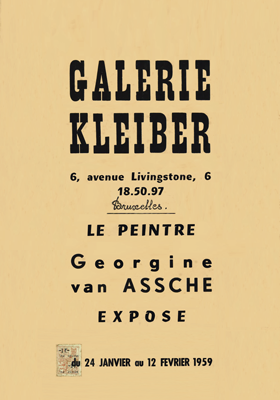
Kleiber, 1959
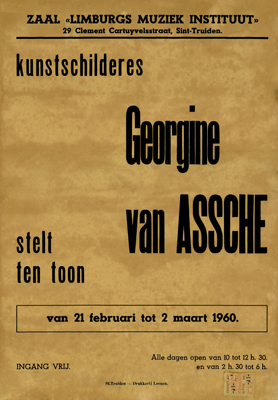
Limburgs Muziek-Instituut, 1960
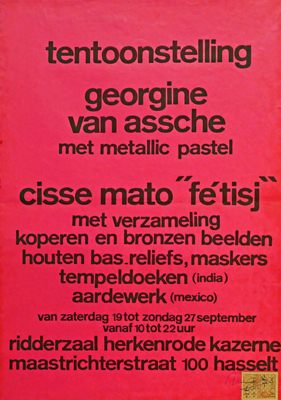
Herkenrode, 1981
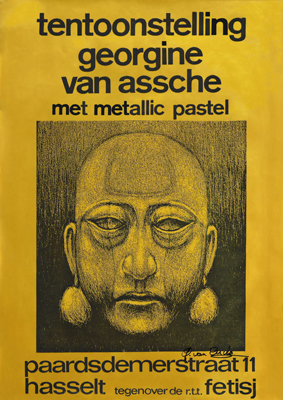
Fétisj, 1984
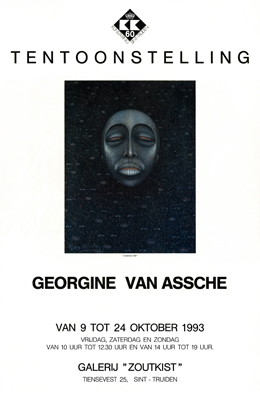
Zoutkist, 1993
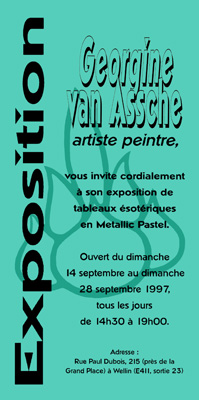
Wellin, 1997
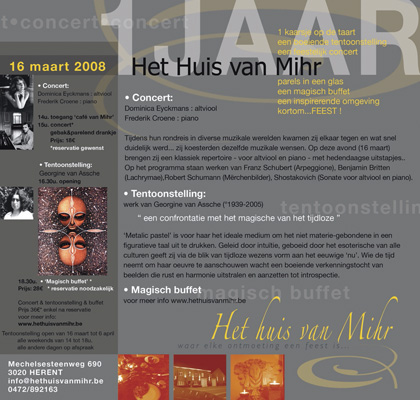
Het Huis van Mihr, 2008
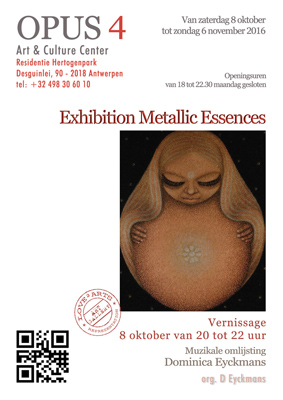
Opus 4, 2016
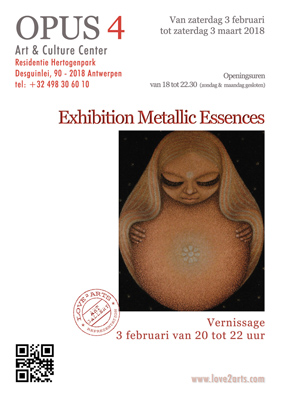
Opus 4, 2018

## Kunstwerken
| Techniek                     | ±1950 - 1963 | 1964 - 1973 | 1974 - 1978 | 1978 - 2005 |
| ---------------------------- | ------------ | ----------- | ----------- | ----------- |
| Olieverf op doek             | 19           |             | 6           |             |
| Olieverf op andere drager    | 1            |             |             |             |
| Muurschilderij               | 4            |             |             |             |
| Gouache                      | 11           |             | 11          |             |
| Aquarel + Oost-Indische inkt | 1            |             |             |             |
| Aquarel                      |              |             | 2           |             |
| Potlood                      |              |             | 23          | 6           |
| Pastelkrijt                  |              |             | 6           |             |
| Metallic Pastel              |              |             |             | 116         |

## Familie
- Dochter van de musicus Anatole van Assche.
- Nicht van de botanicus Walter Robyns (broer van haar moeder).
- Moeder van onder meer de altvioliste en performance artieste Dominica Eyckmans.